# Krater Gosse’a

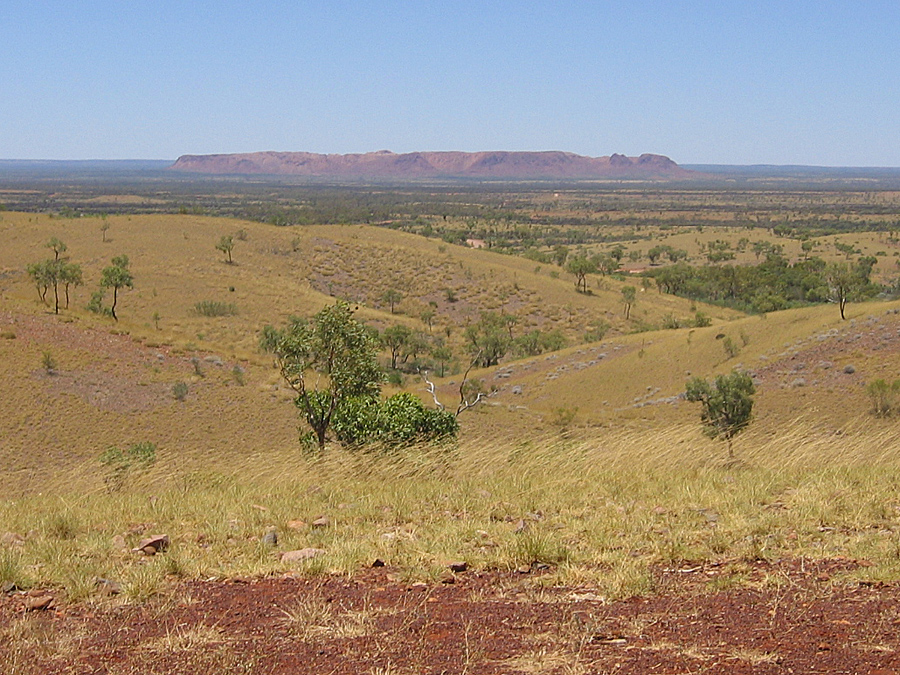
Urwisko Gosse'a widoczne na horyzoncie

Krater Gosse’a – krater uderzeniowy znajdujący się w Australii na Terytorium Północnym. Jego najlepiej zachowaną częścią jest Urwisko Gosse’a, położone 160 km na zachód od Alice Springs i na północ od Gór Macdonnella, w Dolinie Misjonarzy.

## Krater
Krater powstał 142,5 ± 0,8 miliona lat temu we wczesnej kredzie, w wyniku uderzenia komety lub planetoidy w powierzchnię Ziemi. Średnica tego ciała wynosiła ok. 600 metrów, a w chwili zderzenia z Ziemią utworzyła krater o średnicy ok. 22 km i głębokości ok. 800 metrów. Wyrzucony materiał skalny pokrył obszar ponad 400 km². Obecnie widoczna pozostałość krateru mierzy ok. 4 km średnicy i wznosi się 180 m ponad powierzchnię równiny. Występują w niej licznie stożki zderzeniowe i brekcja monomiktyczna.

## Historia badań
Formacja ta zawdzięcza odkrycie Edmundowi Gosse’owi, angielskiemu badaczowi i podróżnikowi, który odkrył ją w roku 1873. Aborygeni australijscy nazywali to miejsce Tnorala i uznawali za święte; znaleziono ślady po skalnych obozowiskach i kryjówkach dawnych mieszkańców tego miejsca. W roku 1875 urwisko Gosse'a badał Ernest Giles, podróżnik i odkrywca. W latach 60. XX wieku rozpoznano, że ta formacja skalna stanowi wewnętrzną część górki centralnej silnie zerodowanego krateru uderzeniowego. Odległa od urwiska formacja skalna nazywana „Czarnoksiężnikiem z Krainy Oz” (ang. The Wizard of Oz)) jest pozostałością obrzeża krateru.
Późniejsze badania naukowe doprowadziły do stwierdzenia, że formacja ta powstała na skutek uderzenia z dużą prędkością obiektu o małej gęstości, co może sugerować, że mogła to być kometa, a nie skalny lub żelazny meteoroid.